# Gerhard von Janson
Gerhard von Janson, auch Janson–Kallningken oder Janson-Kalleningken (* 23. Januar 1881 in Berlin; † 19. Januar 1961 auf dem Schloss Warthausen bei Biberach an der Riß) war ein deutscher Marine-Offizier und politischer Aktivist. Er erreichte den Rang eines Korvettenkapitäns in der Kaiserlichen Marine und eines Oberstleutnants im türkischen Generalstab.
Janson war Ehrenkommendator des Johanniterordens.

## Leben und Tätigkeit
Janson war ein Sohn des Generals August von Janson und der Sara von Holtzendorff, Tochter der Eveline von Ribbentrop und des Otto von Holtzendorff. In seiner Jugend trat er in die Kaiserliche Marine ein und erreichte zuletzt den Rang eines Korvettenkapitäns. Unter Max von Fischel diente er mindestens von 1905 und 1907 als Flaggleutnant beim II. Geschwader. 1909 war er als Adjutant von Max von Fischel beim Admiralstab der Marine. Von April 1911 bis September 1911 war er Kommandant des Schulschiffs Grille. Mindestens seit 1913 war er als Kapitänleutnant Erster Offizier auf der Hamburg. Ende Januar 1915 erhielt er das Patent zum Korvettenkapitän.
Bereits seit 1907 war Gerhard von Janson mit Charlotte Boelcke (1880–1945), Tochter der Katharina Leese und des Gutsbesitzers Franz Boelcke, verheiratet. Sie hatten zwei Söhne, Lothar (1908–1944), Oberstleutnant, und Thilo von Janson (1910–1938), ebenfalls Offizier der Luftwaffe, Oberleutnant in der Legion Condor.
Während des Ersten Weltkriegs wurde Janson vom Großen Generalstab der deutschen Armee in die Türkei entsandt, wo er als Kommandeur einer vom deutschen Generalstab zur Unterstützung der osmanischen Verteidigungstruppen an den Dardanellen nach dort entsandten Abteilung der deutschen Marine zum Einsatz kam. In dieser Eigenschaft gehörte er ab 1917 als Mitglied des Stabes der von Erich von Falkenhayn befehligten deutschen Heeresgruppe F im Osmanischen Reich an.
Während des Jahres 1918 war Janson bevollmächtigter Admiralstabsoffizier (Asto) bei der Heeresgruppe Yıldırım. Unter formaler Überführung in die osmanische Armee erhielt Janson als Generalstabschef des Admirals Guido von Usedom den Rang eines Oberstleutnants (eine Rangstufe höherer Dienstgrad war für die Angehörige der deutschen Militärmission üblich) im türkischen Generalstab. Ende April 1918 übergab er seine Geschäfte an Korvettenkapitän Fritz Wossidlo und kehrte nach Deutschland zurück.
Nach dem Ersten Weltkrieg engagierte sich Janson auf Seiten der erzkonservativen, monarchistischen politischen Rechten. Eine Reichstagskandidatur seinerseits scheiterte. Einfluss erlangte er jedoch als Vorstandsmitglied der Landwirtschaftskammer und im Arbeitgeberverband, als Berater der Industriellenfamilie Stinnes sowie durch seine Betätigung auf publizistischer Ebene: So veröffentlichte er in den 1920er und 1930er Jahren zahlreiche politische Kommentare in der von seinem engen persönlichen Freund Karl Ludwig Freiherr von und zu Guttenberg, einem der führenden Monarchisten im Deutschland der Zwischenkriegszeit, herausgegebenen Zeitschrift Die Monarchie bzw. in den seit 1934 als Nachfolgezeitschrift der Monarchie veröffentlichten Weißen Blättern. Hinzu kamen Beiträge in der von Hugo Stinnes kontrollierten Deutschen Allgemeinen Zeitung (DAZ).
1932 war er in der Deutschen Volkspartei für den Kreis Kallningken aktiv. Ferner stand Janson in enger Verbindung mit dem Philosophen Oswald Spengler. Sein Gutsbesitz in Neu Grün, Landkreis Insterburg, umfasste damals 42 ha, war aber verpachtet.
In den 1950er Jahren wurde Janson als eine durch die Enteignungen in den sowjetisch besetzten Gebieten Deutschlands geschädigte Person anerkannt und erhielt durch das Amt Biberach Lastenausgleich für verlorenes Landwirtschaftsvermögen in Neu Grün, Landkreis Insterburg, nach dem Feststellungsgesetz und Reparationsschädengesetz zugesprochen.
Seit 1920 Mitglied des Johanniterordens, wurde er dort 1933 Rechtsritter. Janson war Mitglied der Provinzial-Genossenschaften Preußen und Baden-Württemberg und seit 1953 Ehrenkommendator des Ordens. Zudem war er Mitglied er Deutschen Adelsgenossenschaft, Landesabteilung Berlin.

## Schriften (Auswahl)
- Militärgeographische Skizzen der unteren Schelde und ihrer Ufer im Jahre 1809. In: Petermanns Geographische Mitteilungen, Band 56, Teil 2, Justus Perthes, Gotha 1910, S. 49 ff.
- Tsuschima: Vortrag gehalten in der Militärischen Gesellschaft zu Berlin am 10. Januar 1913 von Gerhard v. Janson. 1913. (Digitalisat)
- Ostpreußen. In: DAZ. 29. Januar 1922.
- Die Verteidigung der türkischen Meerengen. In: Unsere Marine im Weltkrieg 1914–1918. C. A. Weller, Berlin 1927, S. 241–254.
- Staatsgewalt und Wirtschaftsleben. In: Die Monarchie. 1933, S. 23
- Der monarchische Gedanke und die politische Gegenwart. In: Monarchie. II, Nr. 5, 1933, S. 67–69.
- Beurteilung Landwirtschaftlicher Nutzflächen und Betriebe. Reichsnährstand Verlagsgesellschaft, 1944.